# Басов-Верхоянцев, Сергей Александрович
Сергей Александрович Басов-Верхоянцев (1869—1952) — русский советский поэт-сатирик

, революционер.

## Биография
Из мелкопоместных дворян Тульской губернии. Учился в Тульской мужской классической гимназии. С 1883 года — в народовольческих кружках Тулы и Харькова. С 1887 года принимал участие в революционном движении, вёл пропаганду среди крестьян, был народным учителем, потом рабочим; неоднократно подвергался арестам и высылке. За подготовку экспроприации в 1896 году был сослан на 8 лет в Якутскую область и г. Верхоянск (отсюда псевдоним «Верхоянцев»). Работал на метеорологической станции, участвовал в экспедиции по обследованию островов Новосибирского архипелага. В ссылке изучал языки и юриспруденцию. Осенью 1904 года отправился в Париж, где стал слушателем Русской высшей школе общественных наук.
Вернувшись из ссылки в 1904 году, принял участие в деятельности боевой организации партии социалистов-революционеров. Участвовал в подготовке покушения на министра юстиции Н. В. Муравьёва, в январе 1905 года был арестован, содержался в Петропавловской крепости до амнистии в ноябре 1905 г.
В последующие годы сотрудничал в народнических изданиях.
С 1910 года жил в Петербурге. В начала Первой мировой войны стоял на позициях пораженчества; зимой 1916—1917 гг. агитировал против войны казаков, стоявших в Петрограде. Летом 1917 года — депутат Петроградского Совета. До лета 1918 года — левый эсер. С 1919 года — член РКП (б).
В 1920—1925 годах работал в ВЧК-ОГПУ, в 1925—1929 гг. — Главлите, Музеях-усадьбах Л. Н. Толстого в Москве и Ясной Поляне (1930—1939).
В 1927 году был награждён почётным оружием «за служение делу пролетарской революции».
Состоял членом Всероссийского общества пролетарских писателей «Кузница».
Урна с прахом захоронена в колумбарии Новодевичьего кладбища (секция 105).

## Творчество
С. Басов-Верхоянцев — автор революционно-сатирических сказок, в которых высмеивал самодержавие и прославлял трудовой народ.
Дебютировал, как лирический поэт при содействии И. А. Бунина в газете «Орловский вестник» (1892). Периодически печатался с 1896 года в «Русском Богатстве», со стихами, служившими ответом на стихотворение Веры Фигнер, проникнутыми мрачным настроением. Широко стал печататься только после 1905 года. В 1906 году выпустил в свет, под псевдонимом Верхоянцева, революционно-сатирическую сказку в стихах «Конёк-Скакунок» (по мотивам сказки Петра Ершова «Конёк-Горбунок»). Книжка приобрела большую популярность и неоднократно переиздавалась (всего свыше полумиллиона экземпляров, под разными названиями переиздавалась подпольно в России и за границей), в 1907 году была конфискована, а за раскрытие её источников была объявлена крупная денежная награда.
Его «Конек-Скакунок. Русская сказка» (СПб., 1906), по словам В. Д. Бонч-Бруевича, В. И. Ленин считал «весьма полезной для крестьян», ибо она «очень зло высмеивает царский дом, самодержавное правительство», и весь бюрократический строй царской России".
В 1906—1908 годах писал популярные статьи и книги («Начатки познания России» и др.). Позднейшие произведения: «Король Бубен», «Калинов город», «Сказка о золотой рыбке», «Расея», в которых продолжал разработку художественных форм революционного лубка, одним из первых опытов которого явились «Конёк-Скакунок» и другие его сказки «Сказка дядюшки Тараса. Русская история в стихах» (1907), «Чёрная сотня. Сказка» (1907), «Сказ — отколь пошли цари у нас», сборник сказок «Венок» и много других. Автор памфлета «Что делал король французский со своим народом и что народ сделал с ним» (конфискован в 1907).